# Prisoje (gmina Foča)
Prisoje (cyr. Присоје) – wieś w Bośni i Hercegowinie, w Republice Serbskiej, w gminie Foča. W 2013 roku liczyła 6 mieszkańców.